# 克羅埃西亞體育
克羅埃西亞體育在克羅埃西亞文化中扮演了重要角色，克羅埃西亞有眾多體育俱樂部。1909年，克羅埃西亞體育協會成立。
目前克羅埃西亞最受歡迎的體育運動是足球，其他幾個受歡迎的團體體育運動是手球、籃球、水球和冰球。克羅地亞最流行的個人運動是網球、高山滑雪和游泳，此外也有一些桌球和國際象棋人口。